# HMS Entreprenante (1799)
O HMS Entreprenante (também Entreprenant) foi um cúter armado de 10 canhões que a Marinha Real Britânica capturou dos Franceses em 1798. Os britânicos encomendaram-no em 1799 e ele serviu durante as guerras revolucionárias francesas e nas Guerras Napoleónicas, participando da Batalha de Trafalgar. Ele foi o único navio da Marinha Real a ostentar esse nome.
Pensa-se que o navio tenha sido construído na França em 1798.

## Início da carreira
O Entreprenante foi encomendado em fevereiro de 1799 sob o tenente Charles Claridge. Em abril ele estava sob o comando do tenente William Swiney.
Em 3 de março de 1800, o Entreprenante, o HMS Phaeton e o HMS Minotaur compartilharam a captura do Madona del Grazie, que eles enviaram para Leghorn. O Entreprenante estava entre o punhado de navios que compartilharam por acordo com o Phaeton no produto da captura em 14 de Abril pelo Phaeton e o HMS Peterell. Próximo, o Entreprenante estava entre os vasos que compartilharam do produto da captura de Genoa, em 28 de abril, do Proteus.
Em 21 de janeiro de 1801 o Entreprenante trouxe despachos para Jafa. Então, em 02 de março, ele protegeu os flancos durante o desembarque de tropas na Baía de Abu Qir. Em 1847, o Almirantado emitiu a Medalha de Serviço Naval Geral com o motivo "Egito" para todos os membros sobreviventes de sua tripulação, que se apresentaram para reclamá-lo. O Entreprenante  foi demolido  em dezembro de 1802.
De 28 de novembro de 1802 até 7 de janeiro de 1804 ela ficou em Portsmouth, em remontagem.